# Старая церковь Гертруды
Старая церковь Гертруды — рижская лютеранская церковь; расположена в центральном районе города на пересечении улиц Гертрудес и Базницас. Построена в эклектичных формах; представляет собой одну из первых церквей, для которой было выделено специальное место постройки (имеется в виду восьмиугольная площадь).
Название «Старая церковь Гертруды» мотивировано наличием одноимённой церкви, которая была построена несколько позже, в самом начале двадцатого века, и которая носит название Новой церкви Гертруды.

## История

### Исторические упоминания, предыстория
Впервые в этом месте церковное здание упоминается в 1413 году; известно, что за пределами городской стены на пригородном участке территории существует церковь, названная в честь всееропейской патронессы путешественников святой Гертруды. Другая версия гласит, что церковь впервые упоминается в 1418 году на территории Рижского предместья вблизи от Большой Песчаной дороги. На этом месте церковное здание находится более века, однако в 1559 году она сгорает. После этого была отстроена новая церковь, судя по всему, также из дерева, которая погибла в ходе военных действий в период длительной шведско-польской кампании 1600—1629 годов. Доподлинно неизвестно, сколько церковных зданий сменилось на этом месте до строительства здания, благополучно дошедшего до наших дней.

### Сооружение

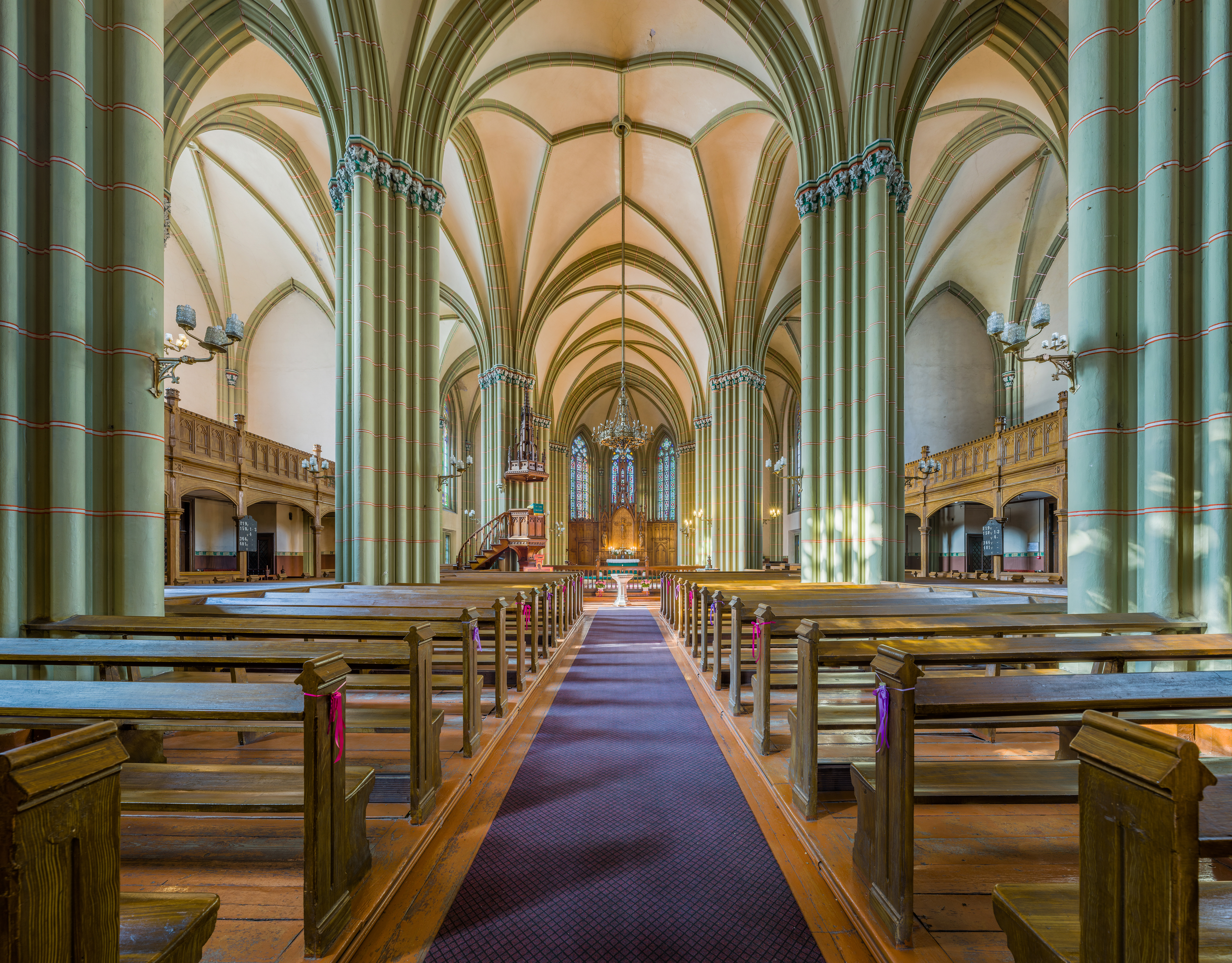
Интерьер церкви

В 1864 году известный рижский архитектор, выпускник Санкт-Петербургской Академии Художеств Иоганн Даниэль Фельско, которому принадлежит множество примечательных архитектурных работ, радующих глаз по сей день, принимается за руководство строительными работами по своему проекту. Строится новая церковь Святой Гертруды, покровительницы странников, на том же месте, где располагался ряд предыдущих, от которых история не оставила следа. В 1866 году работы по строительству церкви завершены, церковь же освящается через некоторое время после сооружения, в 1869 году. Церковь возвышается на специфической восьмигранной площади, разбитой в 1813 году в рамках проекта по восстановлению сожжённых рижских предместий, разработанном под руководством маркиза Филиппа (Филиппо) Осиповича Паулуччи. Долгое время благодаря своему урбанистически удобному положению церковь играла роль градостроительной доминанты (по сути, она исполняет эту функцию и по сей день).

### Архитектура здания
Церковь является хрестоматийным образцом эклектического направления в архитектуре. Мастер Фельско все свои архитектурные проекты выполнял в этом универсальном стиле. Церковь обладает богатыми неоготическими формами. По структурной характеристике церковь представляет собой трёхнефную псевдобазилику с дополнительным небольшим поперечным нефом, украшенным оригинальными крестовыми сводами. В наружной отделке было решено применить красный кирпич. Остальные архитектурные элементы были отлиты в бетоне: декоративные карнизы, порталы, а также аккуратный оригинальный каскад из фиалов, который придаёт этой церкви индивидуальность во внешнем оформлении. Многочисленные украшения башни, а также оконный массверк также выполнены из бетона. Шпиль достигает 63 метров в высоту, он был покрыт медным слоем (жестью). Орган был сконструирован и поставлен в 1906 году, он считается одним из лучших в Риге (концерты органной музыки в Старой церкви Гертруды происходят примерно с той же частотностью, что и концерты в Домской церкви на валькеровском органе). Под главным церковным залом находится цокольный этаж, который используется под служебные подсобные помещения.